# Chris Demetral
Christopher Peter Demetral, généralement dit Chris Demetral, né le 14 novembre 1976 à Royal Oak, dans le Michigan, aux (États-Unis), est un acteur américain.
Il a été surtout vu dans les séries télévisées Loïs et Clark : Les Nouvelles Aventures de Superman, Dream On et The Secret Adventures of Jules Verne.
En 1993, Chris est récompensé par le prix du Saturn Award du meilleur jeune acteur.

## Biographie

### Enfance
Chris Demetral est né le 14 novembre 1976 à Royal Oak, dans le Michigan, aux (États-Unis).

## Filmographie

### Comme acteur
Cinéma
- 1992 : Dolly (Dolly Dearest) : Jimmy Wade
- 1994 : L'Apprenti millionnaire (Blank Check) : Damian Waters

Télévision
| Année       | Titre                                | Créateur                         | Rôle                 | Apparition         |
| ----------- | ------------------------------------ | -------------------------------- | -------------------- | ------------------ |
| 1990        | Star Trek : La Nouvelle Génération   | Gene Roddenberry                 | Jean-Luc Riker/Ethan | S4 E8              |
| 1990 à 1996 | Dream On                             | David Crane & Marta Kauffman     | Jérémy Tupper        | 119 épisodes       |
| 1991        | Vengeance diabolique                 | Tom McLoughlin                   | Wayne Norman         | Téléfilm           |
| 1991        | Parker Lewis ne perd jamais          | Clyde Philips & Lon Diamond      | Pauley               | S2 E1              |
| 1991        | Petite Fleur                         | Don Reo                          | Fred Fogerty/Dennis  | 2 épisodes         |
| 1991        | Notre belle famille                  | William Bickley & Michael Warren | Steve                | S2 E9              |
| 1994        | Loïs et Clark                        | Deborah Joy LeVine               | Jack                 | S1 E16,E19,E20,E21 |
| 1996        | Flipper le dauphin                   | Ricou Browning&Jack Cowden       | Lyle Costas          | 1 épisode          |
| 1996        | Dallas : Le retour de J.R.           | Leonard Katzman                  | Christopher Ewing    | Téléfilm           |
| 1997        | Les Notes du bonheur                 | Karen Arthur                     | Tony Johnston        | Téléfilm           |
| 1998        | Beverly Hills 90210                  | Darren Star                      | Chris Meyer          | S8 E25             |
| 1998        | Dawson                               | Kevin Williamson                 | Mark Aubrey Dollar   | S3 E2              |
| 2000        | Les Experts                          | Anthony E. Zuiker                | James Jonhson        | S1 E4              |
| 2000        | The Secret Adventures of Jules Verne | Gavin Scott                      | Jules Verne          | Tous les épisodes  |